# Michelle Gatting

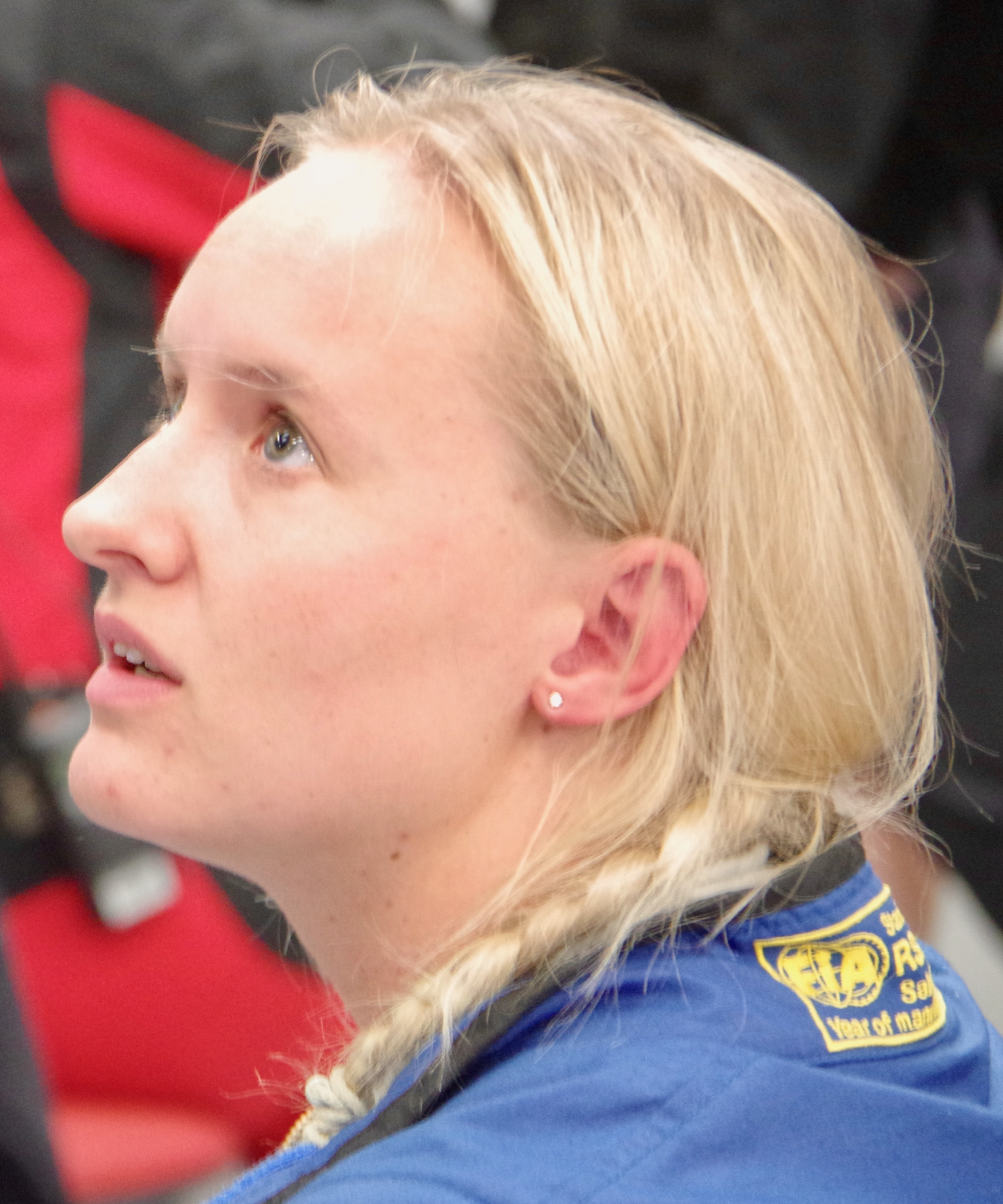
Michelle Gatting 2019

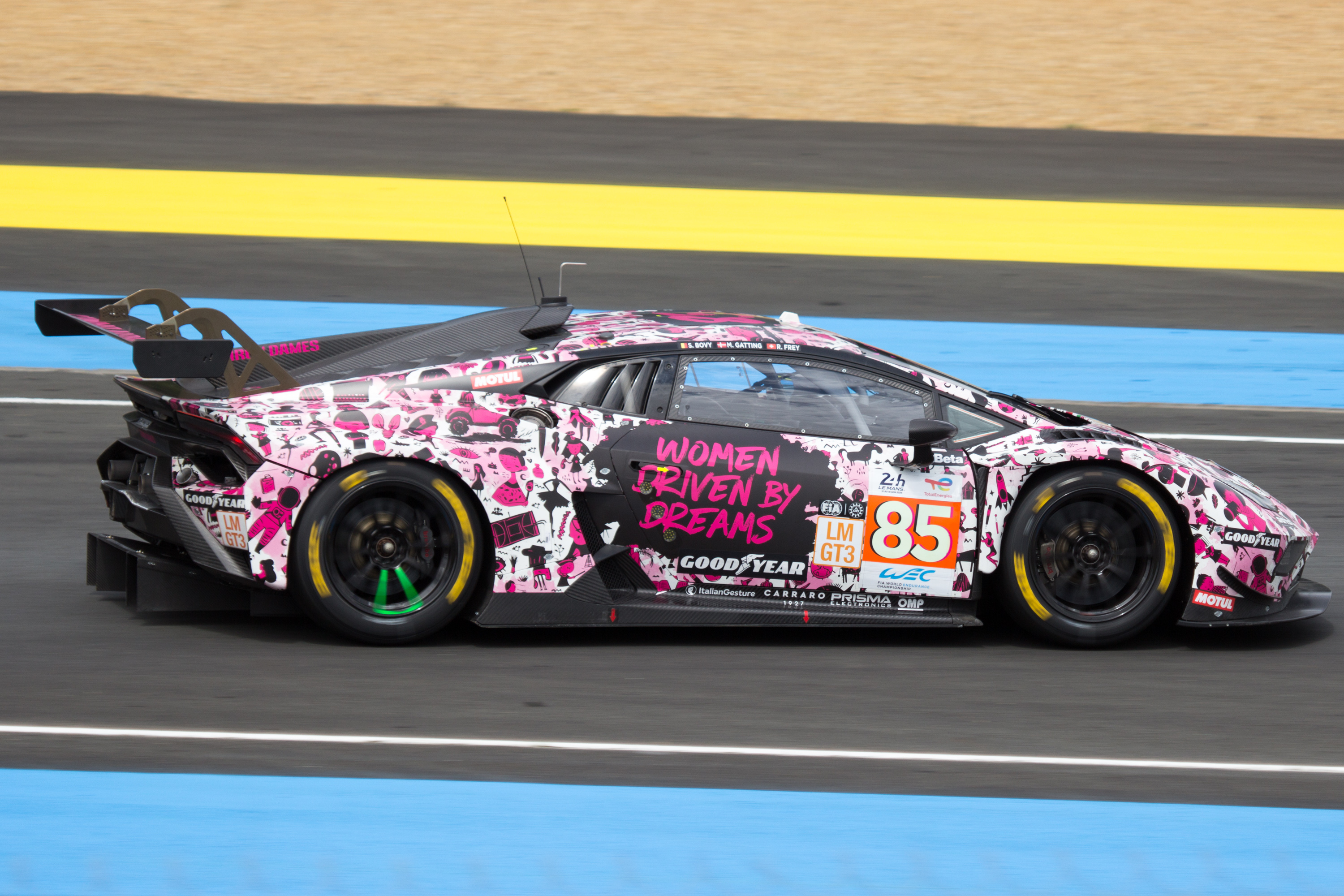
Der von Michelle Gatting beim 24-Stunden-Rennen von Le Mans 2024 gefahrene Lamborghini Huracán GT3 Evo 2

Michelle Sophie Gatting Brændstrup (* 31. Dezember 1993 in Aarhus) ist eine dänische Automobilrennfahrerin.

## Karriere
Michelle Gatting begann Anfang der 2000er ihre Karriere im Kartsport. Dort erreichte sie 2008 und 2009 mit dem Vize-Meistertitel in der Deutschen Kart-Meisterschaft ihre größten Erfolge.
2011 wechselte sie in den Formelsport und fuhr mit einem Van Diemen DP08 eine Saison in der Dänischen Formel Ford, die sie mit dem dritten Platz in der Gesamtwertung beendete.
In den Jahren 2012 und 2013 startete sie im Volkswagen Scirocco R-Cup. Im ersten Jahr belegte sie den elften Rang in der Gesamtwertung und im Folgejahr verbesserte sie sich auf den fünften Gesamtplatz.
2014 ging sie mit dem Team ATTEMPTO Racing im Porsche Carrera Cup Deutschland an den Start und wurde 30. in der Gesamtwertung. Parallel startete sie mit dem Team in zwei Rennen der International GT Open.
Von 2016 bis 2018 fuhr sie in der Dänischen Thundersport Meisterschaft. Ihr bestes Ergebnis in dieser Rennserie erzielte sie 2017 mit einem siebten Platz im Gesamtklassement. In der Saison 2018 wechselte sie in die Dänische Supertourisme Turbo und fuhr dort auch im folgenden Jahr in der dann Super GT Denmark genannten Serie. 2018 wurde sie dort Dritte in der Gesamtwertung.
In der Saison 2018/19 und 2019/20 startete Gatting mit ihren Fahrerkolleginnen Rahel Frey und Manuela Gostner in einem Ferrari 488 GTE für das Team Kessel Racing und danach für Iron Lynx in der FIA Endurance Trophy.
2019 und 2020 ging sie zusammen mit Rahel Frey und Manuela Gostner mit einem Ferrari 488 GTE Evo in der European Le Mans Series an den Start. Ihr bestes Ergebnis in der Rennserie erzielte sie 2019 mit dem vierten Platz in der GTE-Wertung.
Gatting fuhr in der Saison 2018/19 ein Rennen der Asian Le Mans Series. Beim Rennen in Sepang belegte sie mit einem Ligier JS P3 den achten Platz und kam in der LMP3-Wertung auf dem 13. Rang im Gesamtklassement.
In der FIA-Langstrecken-Weltmeisterschaft (WEC) ging sie für das Team Iron Lynx bei einem Rennen der Saison 2019/20 an den Start.
2020 fuhr sie im Ferrari-Markenpokal Ferrari Challenge Europe und wurde sechste in der Gesamtwertung. In dem Jahr startete sie mit einem Peugeot 308 TCR in zwei Läufen der TCR Denmark.
Ihr erstes Langstreckenrennen bestritt sie 2018 mit dem Team Kessel Racing mit dem 12-Stunden-Rennen von Abu Dhabi. Das Rennen beendete sie mit einem Ferrari 488 GT3 auf dem zweiten Platz in der ProAm-Wertung.
Beim 24-Stunden-Rennen von Le Mans tritt sie seit 2019 in der LMGTE-Am-Wertung bzw. LMGT3-Am-Wertung an. Mit dem 30. Platz in der Gesamtwertung und Platz 4 in ihrer Klasse erreichte sie 2023 ihr bislang bestes Ergebnis in dem Rennen.
Seit 2022 nimmt sie als Teil des Iron Dames-Teams an der FIA-Langstrecken-Weltmeisterschaft (WEC) und anderen Rennserien teil. Ihr bestes Ergebnis in der WEC war der Klassensieg beim 8-Stunden-Rennen von Bahrain 2023 mit Sarah Bovy und Rahel Frey auf einem Porsche 911 RSR-19. Im Schlussklassement der Klasse, der FIA Endurance Trophy for LMGTE Am Drivers, belegte das Trio in jenem Jahr den zweiten Rang.

## Statistik

### Le-Mans-Ergebnisse
| Jahr | Team          | Fahrzeug                      | Teamkollege     | Teamkollege | Platzierung | Ausfallsgrund |
| ---- | ------------- | ----------------------------- | --------------- | ----------- | ----------- | ------------- |
| 2019 | Kessel Racing | Ferrari 488 GTE               | Manuela Gostner | Rahel Frey  | Rang 39     |               |
| 2020 | Iron Lynx     | Ferrari 488 GTE Evo           | Manuela Gostner | Rahel Frey  | Rang 34     |               |
| 2021 | Iron Lynx     | Ferrari 488 GTE Evo           | Sarah Bovy      | Rahel Frey  | Rang 36     |               |
| 2022 | Iron Dames    | Ferrari 488 GTE Evo           | Sarah Bovy      | Rahel Frey  | Rang 40     |               |
| 2023 | Iron Dames    | Porsche 911 RSR-19            | Sarah Bovy      | Rahel Frey  | Rang 30     |               |
| 2024 | Iron Dames    | Lamborghini Huracán GT3 Evo 2 | Sarah Bovy      | Rahel Frey  | Rang 32     |               |

### Sebring-Ergebnisse
| Jahr | Team       | Fahrzeug                      | Teamkollege | Teamkollege | Platzierung | Ausfallgrund |
| ---- | ---------- | ----------------------------- | ----------- | ----------- | ----------- | ------------ |
| 2023 | Iron Dames | Lamborghini Huracán GT3 Evo 2 | Rahel Frey  | Sarah Bovy  | Rang 32     |              |
| 2024 | Iron Dames | Lamborghini Huracán GT3 Evo 2 | Rahel Frey  | Sarah Bovy  | Ausfall     | Unfall       |
| 2025 | Iron Dames | Porsche 911 GT3 R (992)       | Rahel Frey  | Sarah Bovy  | Rang 39     |              |

### Einzelergebnisse in der FIA-Langstrecken-Weltmeisterschaft
| Saison  | Team          | Rennwagen               | 1   | 2   | 3   | 4   | 5   | 6   | 7   | 8   |
| ------- | ------------- | ----------------------- | --- | --- | --- | --- | --- | --- | --- | --- |
| 2018/19 | Kessel Racing | Ferrari 488 GTE         | SPA | LEM | SIL | FUJ | SHA | SEB | SPA | LEM |
| 2018/19 | Kessel Racing | Ferrari 488 GTE         |     |     |     |     | 39  |     |     |     |
| 2019/20 | Iron Lynx     | Ferrari 488 GTE         | SIL | FUJ | SHA | BAH | AUS | SPA | LEM | BAH |
| 2019/20 | Iron Lynx     | Ferrari 488 GTE         |     |     |     | 34  |     |     |     |     |
| 2021    | Iron Lynx     | Ferrari 488 GTE         | SPA | POR | MON | LEM | BAH | BAH |     |     |
| 2021    | Iron Lynx     | Ferrari 488 GTE         |     | 24  | 26  | 36  |     |     |     |     |
| 2022    | Iron Dames    | Ferrari 488 GTE         | SEB | SPA | LEM | MON | FUJ | BAH |     |     |
| 2022    | Iron Dames    | Ferrari 488 GTE         | 26  | 30  | 40  | 22  | 24  | 25  |     |     |
| 2023    | Iron Dames    | Porsche 911 RSR         | SEB | POR | SPA | LEM | MON | FUJ | BAH |     |
| 2023    | Iron Dames    | Porsche 911 RSR         | 24  | 23  | 24  | 30  | 26  | 26  | 22  |     |
| 2024    | Iron Dames    | Lamborghini Huracán GT3 | KAT | IMO | SPA | LEM | SAO | AUS | FUJ | BAH |
| 2024    | Iron Dames    | Lamborghini Huracán GT3 | 23  | DNF | 19  | 32  | DNF | 28  | 17  | 24  |
| 2025    | Iron Dames    | Porsche 911 GT3 R LMGT3 | KAT | IMO | SPA | LEM | SAO | AUS | FUJ | BAH |
| 2025    | Iron Dames    | Porsche 911 GT3 R LMGT3 | 30  | 26  | 24  |     | 21  |     |     |     |